# Place de la Gare (Strasbourg)
Pour les articles homonymes, voir Place de la Gare.
La place de la Gare (en allemand et en dialecte alsacien Bahnhofplatz) est une place de la ville de Strasbourg, en France. Elle est située dans le quartier de la Gare.

## Description
La place a approximativement la forme d’une demi-ellipse selon son grand axe. Cet axe est orienté sud-sud-ouest/nord-nord-est avec la place à l’est et la gare centrale à l’ouest avec des bâtiments approximativement alignés sur le grand axe.
De la place rayonnent cinq axes selon un plan symétrique. Dans la continuation du grand axe, le boulevard du Président-Wilson est au nord et le boulevard de Metz au sud. Dans le prolongement du petit axe, la rue du Maire-Kuss court vers l’est, la Grande-Percée et l’ellipse insulaire. La rue Kuhn est située entre le boulevard du Président-Wilson et la rue du Maire-Kuss. Son répondant sud, entre le boulevard de Metz et la rue du Maire Kuss est la Petite rue de la Course à ne pas confondre avec la rue de la Course qui lui est perpendiculaire.
D'une superficie de 33 000 mètres carrés, il s'agit de la plus grande place de la ville.

## Histoire
Un bastion, dit des « Païens » (Heidenbollwerk), est construit au XVIIe siècle à l'emplacement de l'actuel bâtiment voyageurs. L'ouvrage est démoli après 1870 lorsque les autorités allemandes réalisent de nouvelles fortifications situées plus en arrière.
La place de la Gare est aménagée dans le cadre de la construction de la Neustadt et de la nouvelle gare de Strasbourg. Elle est à l'époque bordée par une dizaine d'hôtels dont le « Terminus », réalisé par l’architecte Marcel Eissen en 1893.
L’histoire de la place est donc intimement liée à celle de la seconde gare intra-muros de la ville.
À l'origine, la place était recouverte d'arbres, de pelouses et de fleurs. Elle est desservie par le tramway hippomobile dès 1888. Un bureau de poste provisoire, construit en bois, se trouvait au centre de la place jusqu'en 1900.

Une place encore boisée.
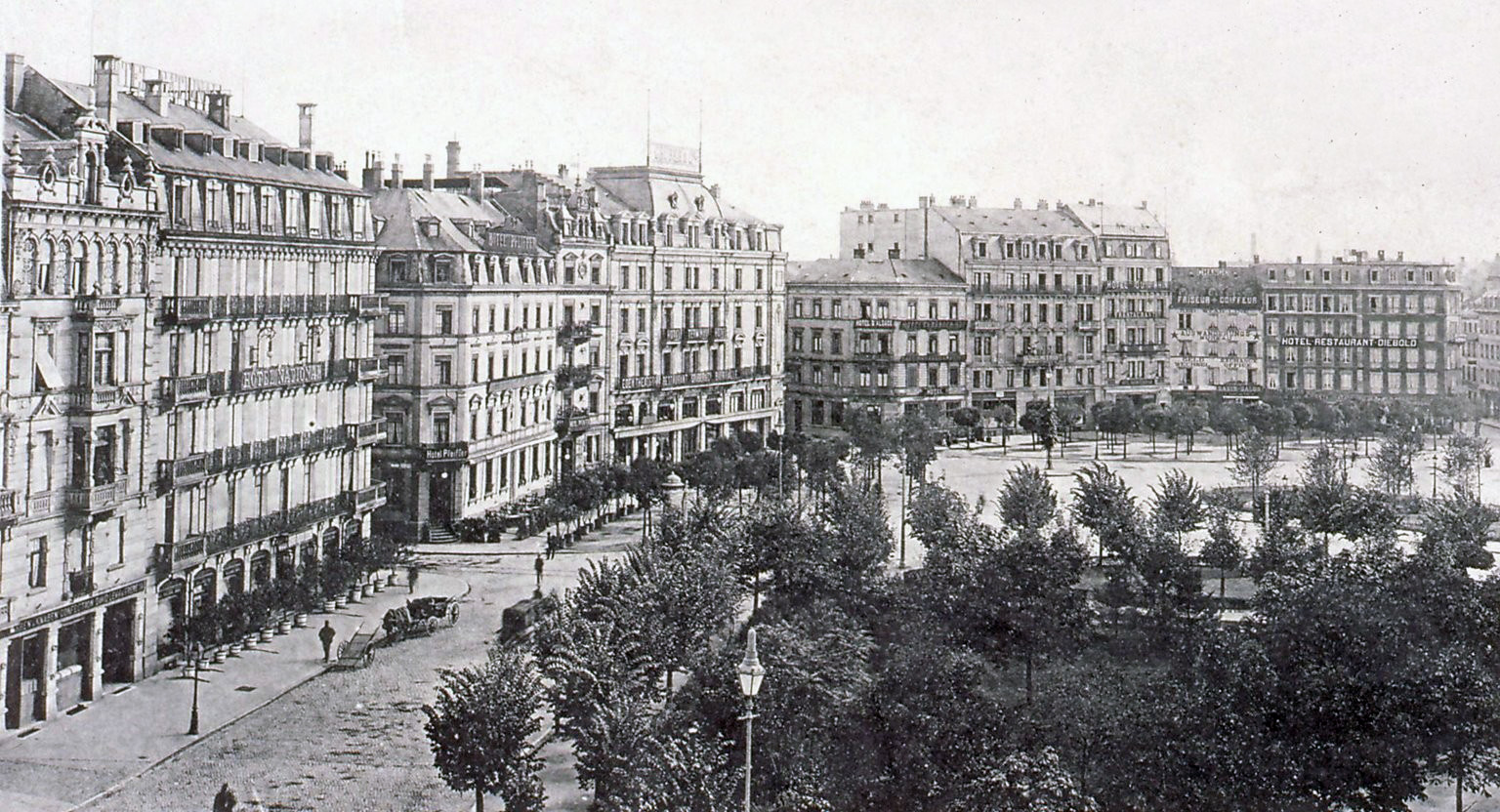
1898.
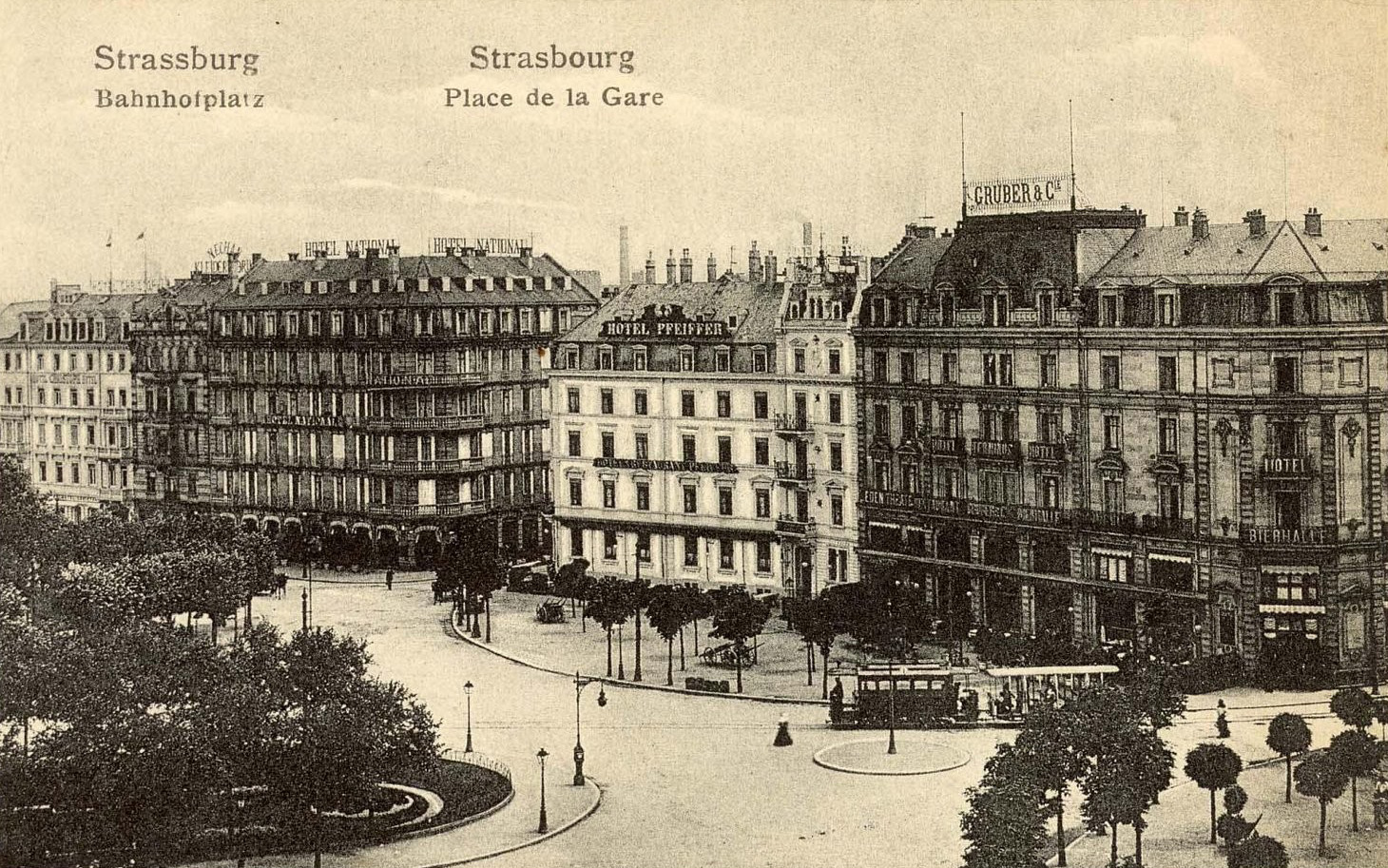
1914.
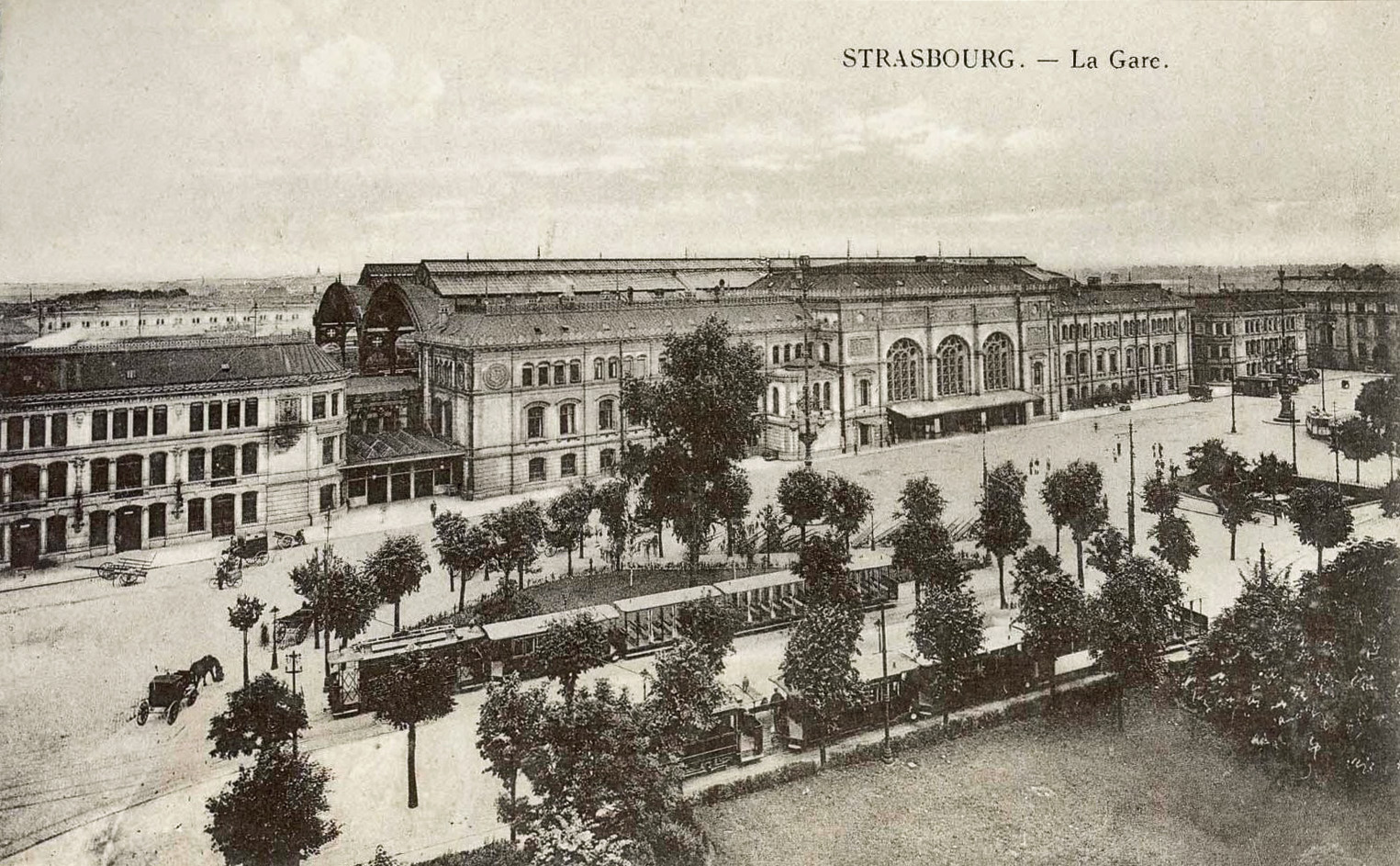
1919.
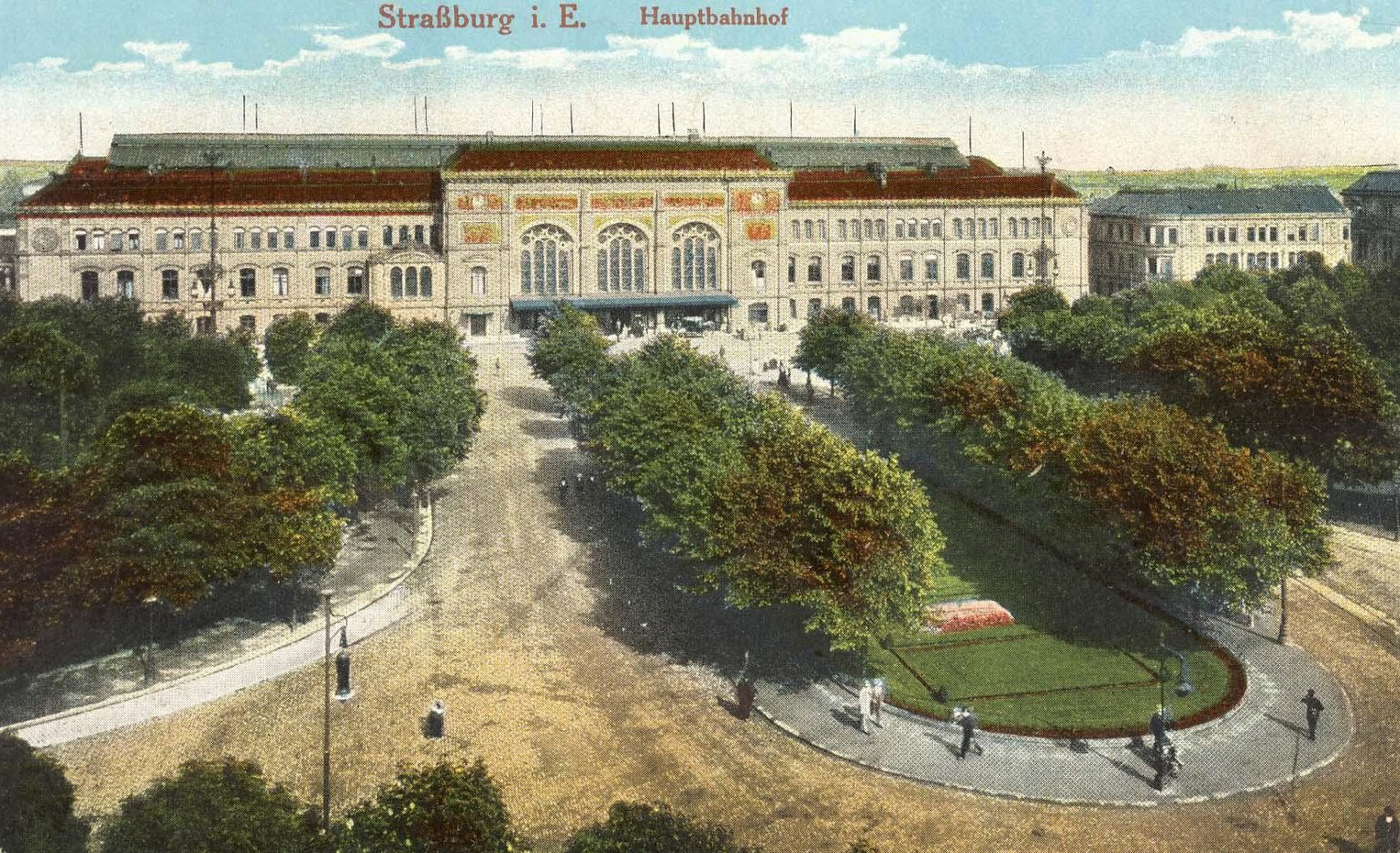
1919.

Dans les années 1920, la végétation disparait et la place est entièrement pavée.
En 1932, un pavillon de la Compagnie des transports strasbourgeois (CTS) est érigé au centre de la place par les architectes Dopff et Dussaussois.
En 1979, un pavillon de l'office de tourisme est réalisé sur la place. Un axe routier, reliant le boulevard du Président-Wilson au boulevard de Metz, la traverse. Les piétons doivent emprunter un passage souterrain pour le franchir et accéder à la gare.
La place est réaménagée en 1994 lors de la construction de la première ligne du nouveau tramway de Strasbourg. Une galerie commerçante, la « Galerie à l'En-Verre », est créée sous la place. Néanmoins la place, rendue aux piétons, n'est guère appréciée par les Strasbourgeois qui la jugent minérale et froide.
Elle est à nouveau réaménagée en 2007, à l'occasion de la mise en service du TGV Est et de la construction de la verrière de la gare, et retrouve un cadre de verdure.

## Bâtiments
Le siège du Crédit agricole Alsace Vosges est situé à l’angle de la place et du boulevard de Metz.

## Transports

### Transports en commun
La place de la Gare est un important nœud de correspondances. Depuis 1994, elle est desservie par la ligne A du tram et, depuis 1998, par la ligne D via la station Gare centrale en sous-sol. Elle est aussi desservie par la ligne C depuis 2010 via une nouvelle station en surface, côté boulevard Wilson. La ligne de bus à haut niveau de service G et les lignes de bus classiques 2 et 10 disposent également d'arrêts sur la place.

### Circulation
La circulation routière sur le grand axe est réservée aux transports en commun, taxis et vélos tandis que les autres véhicules doivent emprunter le pourtour est de la place.
La place dispose d’un parking souterrain.

## Galerie

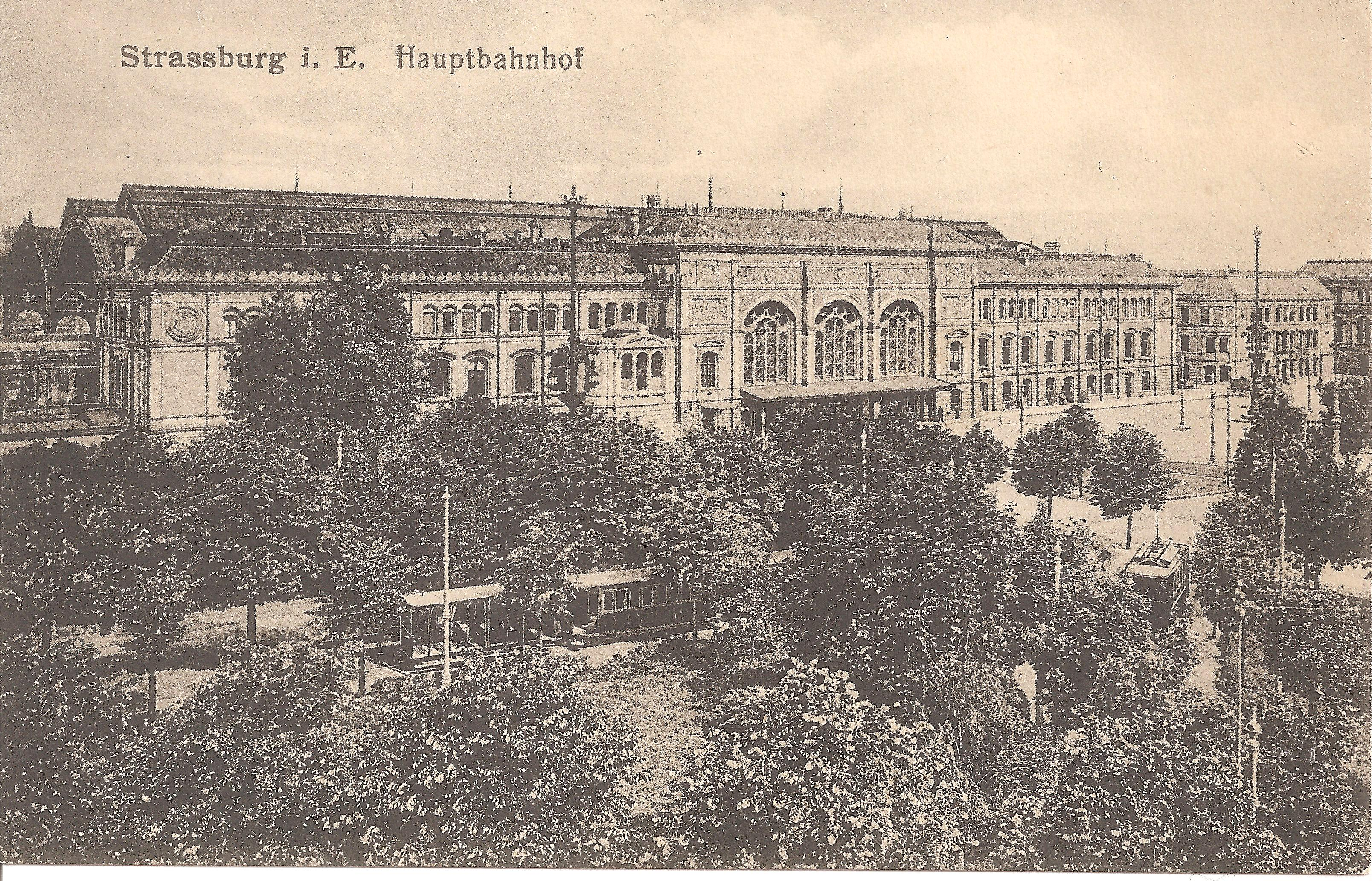
Vue sur la place en 1910.
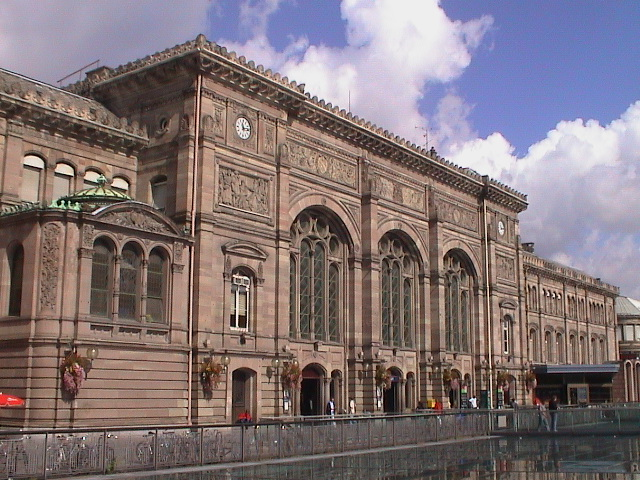
En 2003.
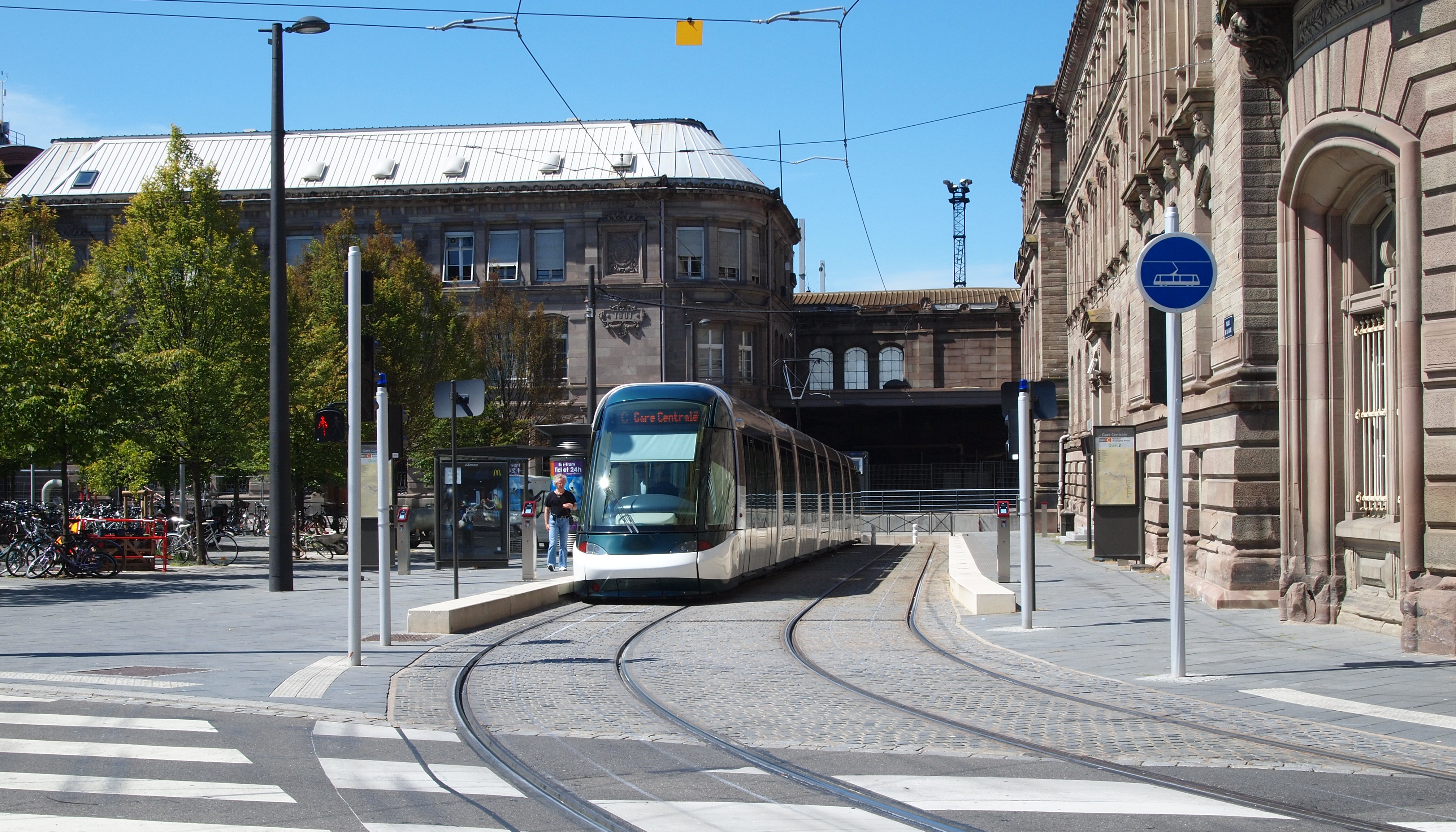
Terminus de la ligne C.
Vue générale.